# Gielbé
 (août 2025).
Si vous disposez d'ouvrages ou d'articles de référence ou si vous connaissez des sites web de qualité traitant du thème abordé ici, merci de compléter l'article en donnant les références utiles à sa vérifiabilité et en les liant à la section « Notes et références ».
Gielbé  (nom de plume de Jean-Louis Berger) est un dessinateur de presse français né à Nouméa (Nouvelle-Calédonie). Commentateur de l'actualité néo-calédonienne depuis 1995, il publie chaque jour un dessin pour le quotidien Les Nouvelles calédoniennes. Gielbé est également l'auteur de la bande-dessinée La Tribu Mathurin publiée dans l'hebdomadaire Demain en Nouvelle-Calédonie.

## Œuvres
- Il était une fois la nuzine (1997), recueil de dessins de presse concernant les péripéties du projet de l'usine du Nord de l'île (épuisé)
- La Tribu Mathurin, planet ilégoud (1998), bande dessinée à caractère régionale (épuisée)
- Aglaé & Sidonie et leurs amis (2003), meilleurs dessins parus en 2001 sous forme de strips à l'américaine dans le quotidien Les Nouvelles Calédoniennes
- Aglaé & Sidonie et leurs amis n°2 : Trônches de vie (2004) (épuisé)
- Aglaé & Sidonie et leurs amis n°3 : mon île de lumière (2004)
- Aglaé & Sidonie et leurs amis n°4 : se libèrent ! (2005)
- Aglaé & Sidonie et leurs amis n°5 : sur la bonne pente ! (2006)
- Aglaé & Sidonie et leurs amis n°6 : Chicken Bougna ! (2006)

## Galerie

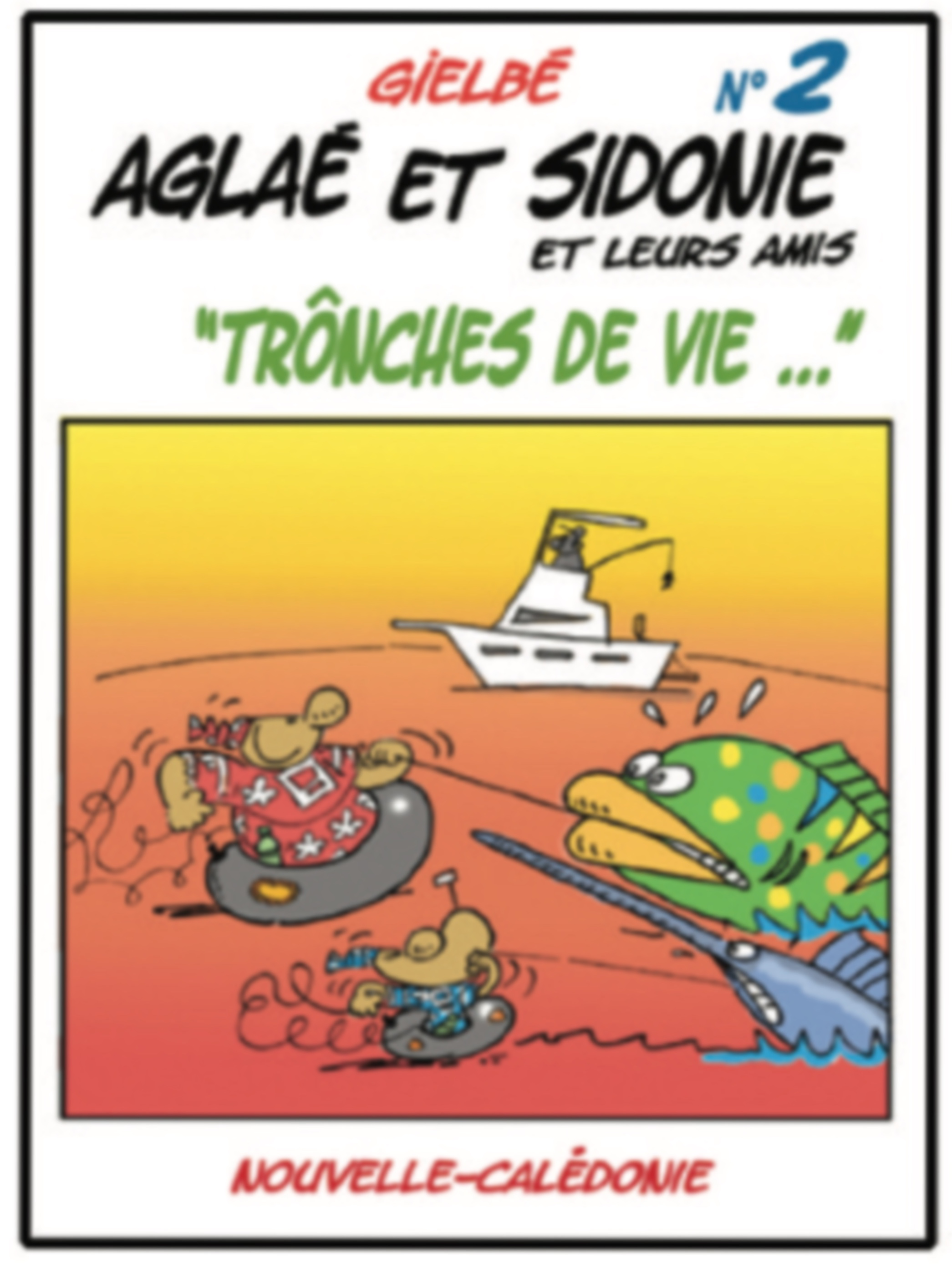
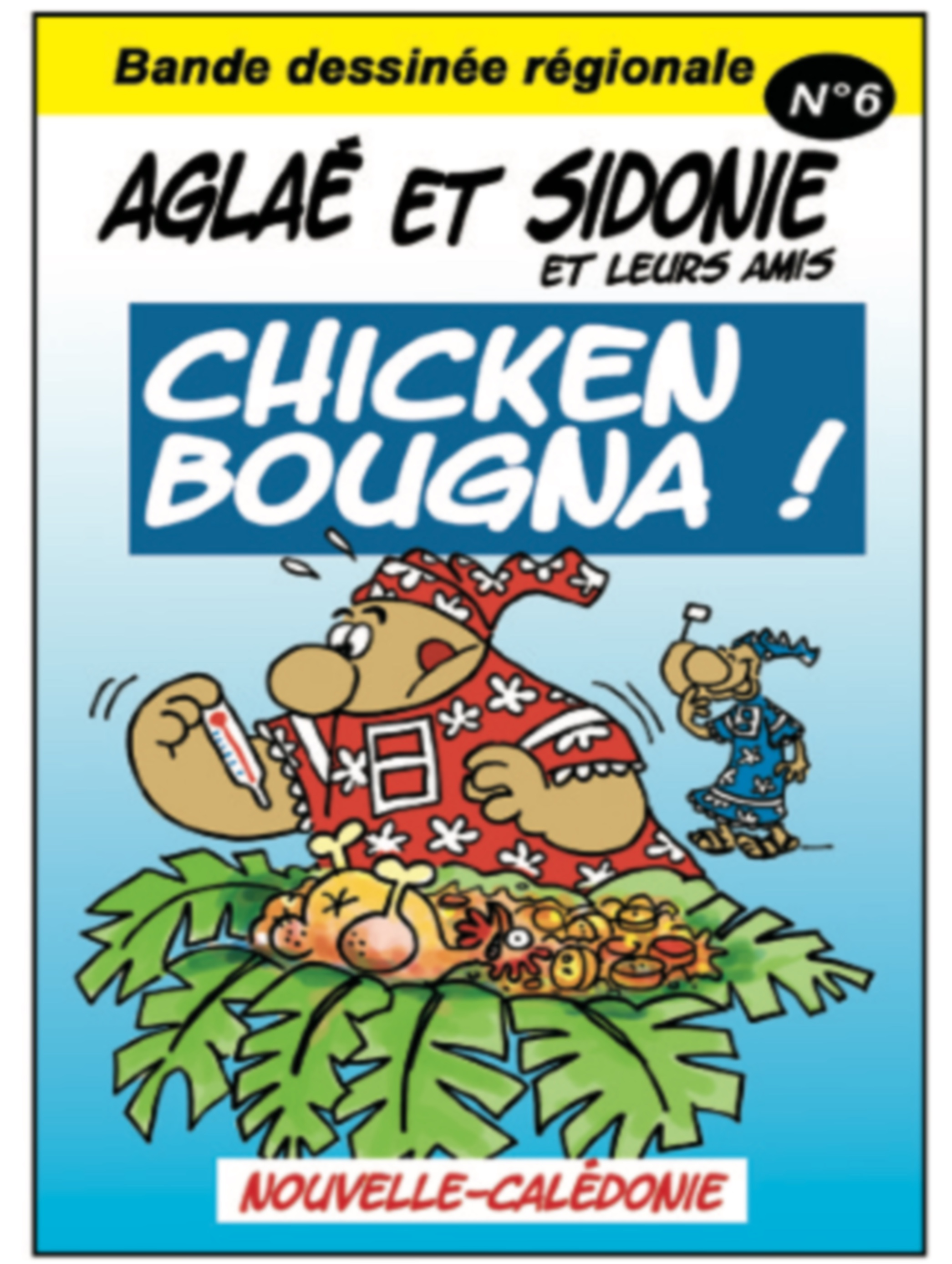
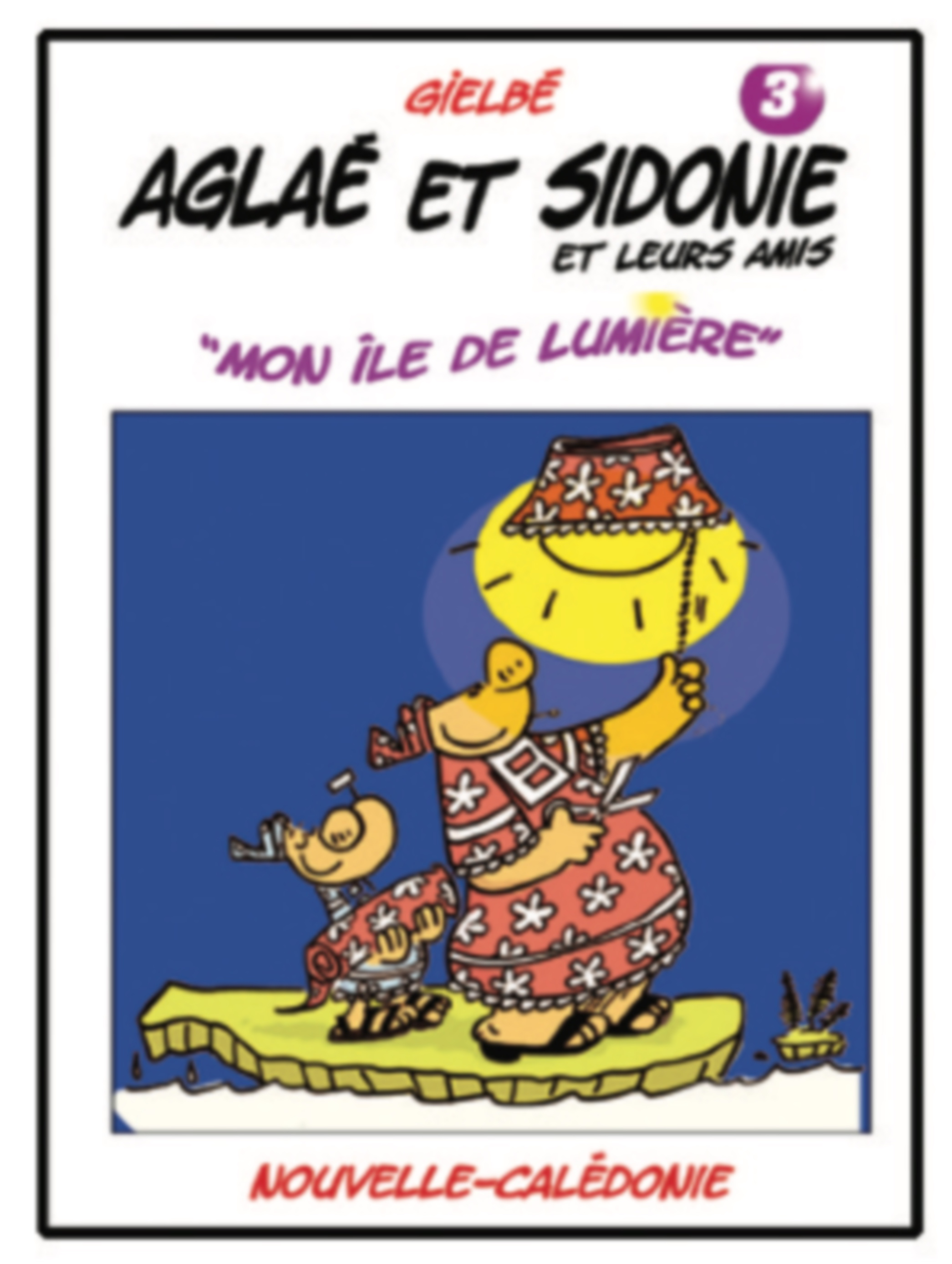
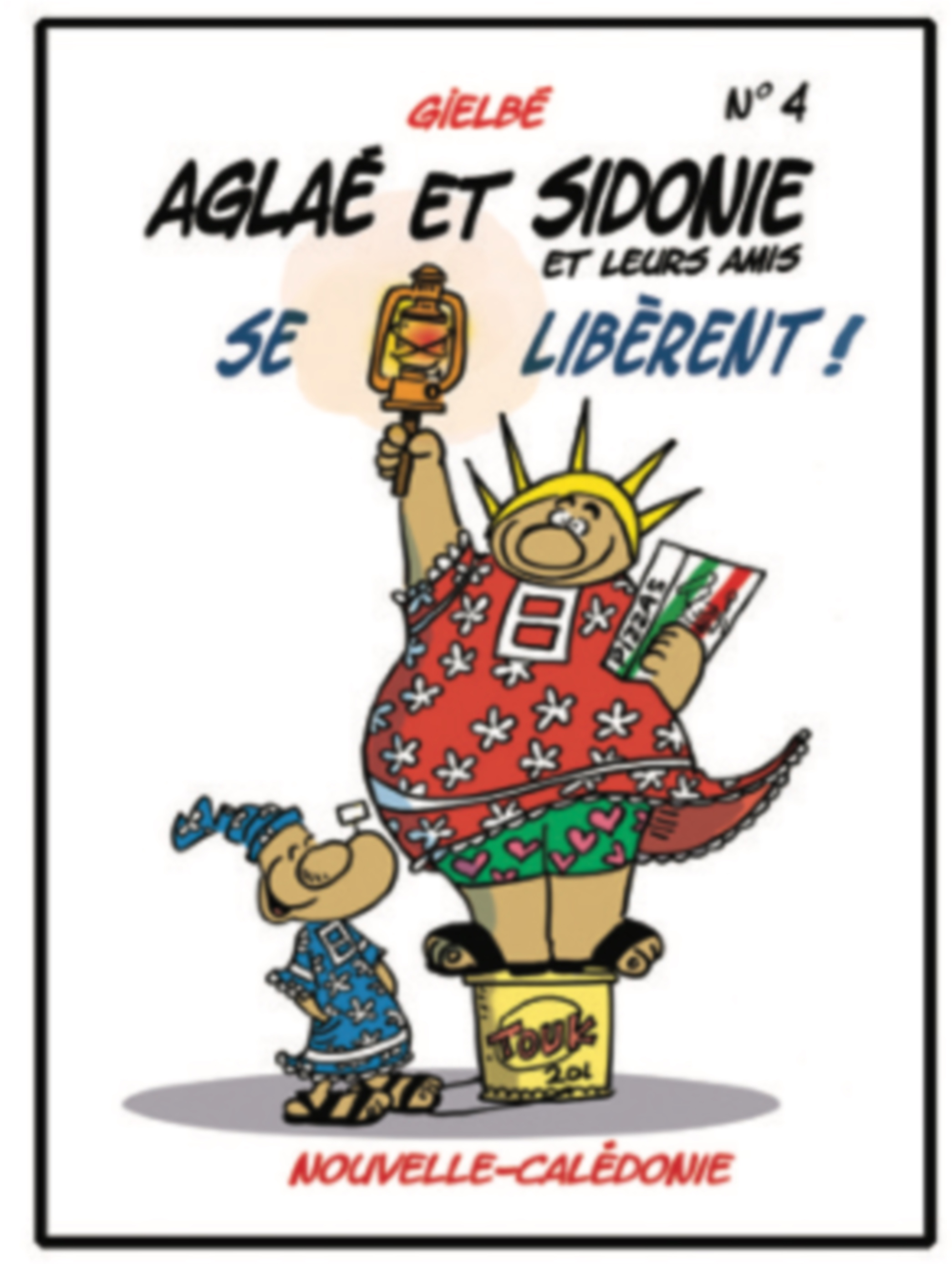
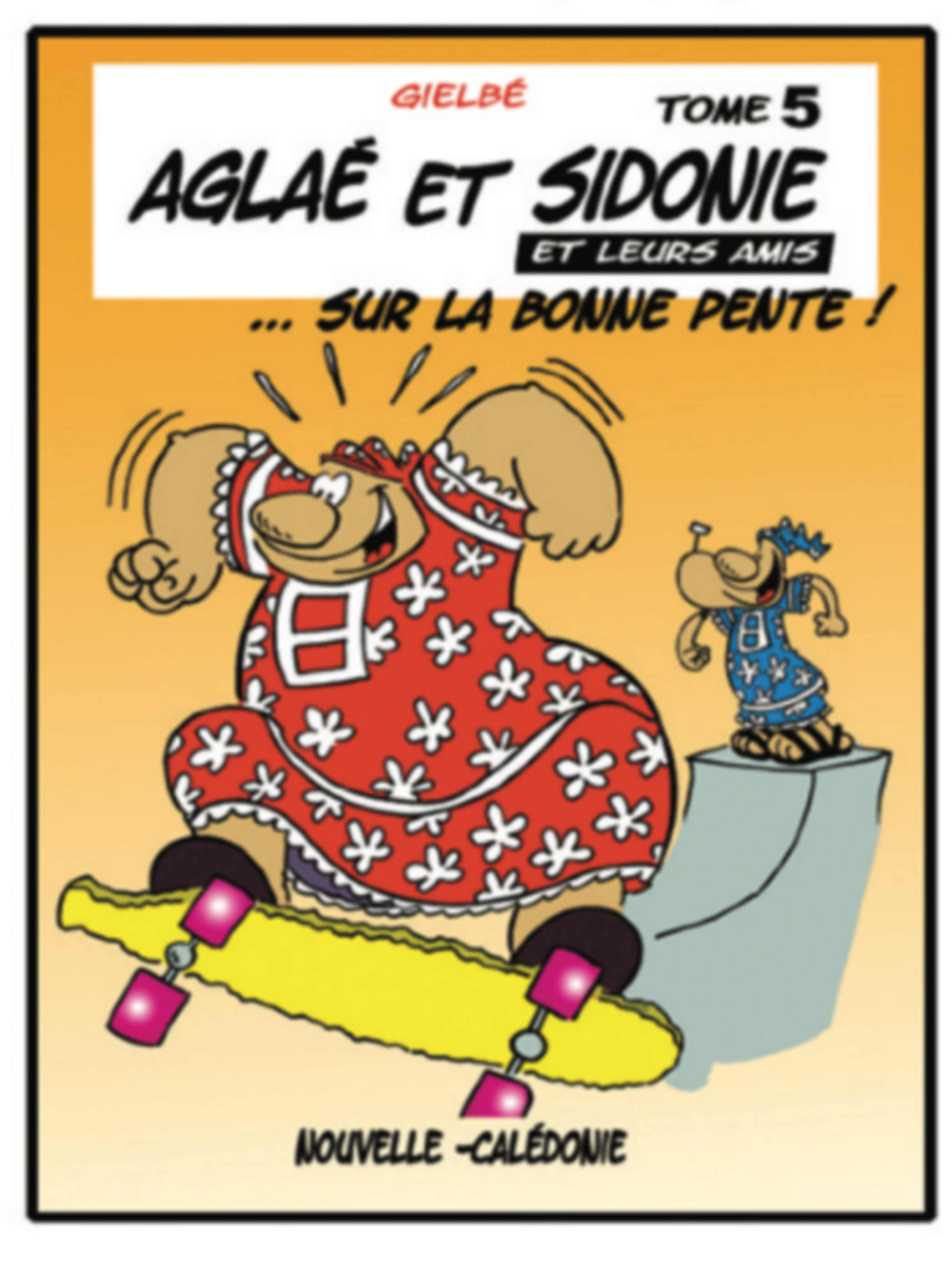
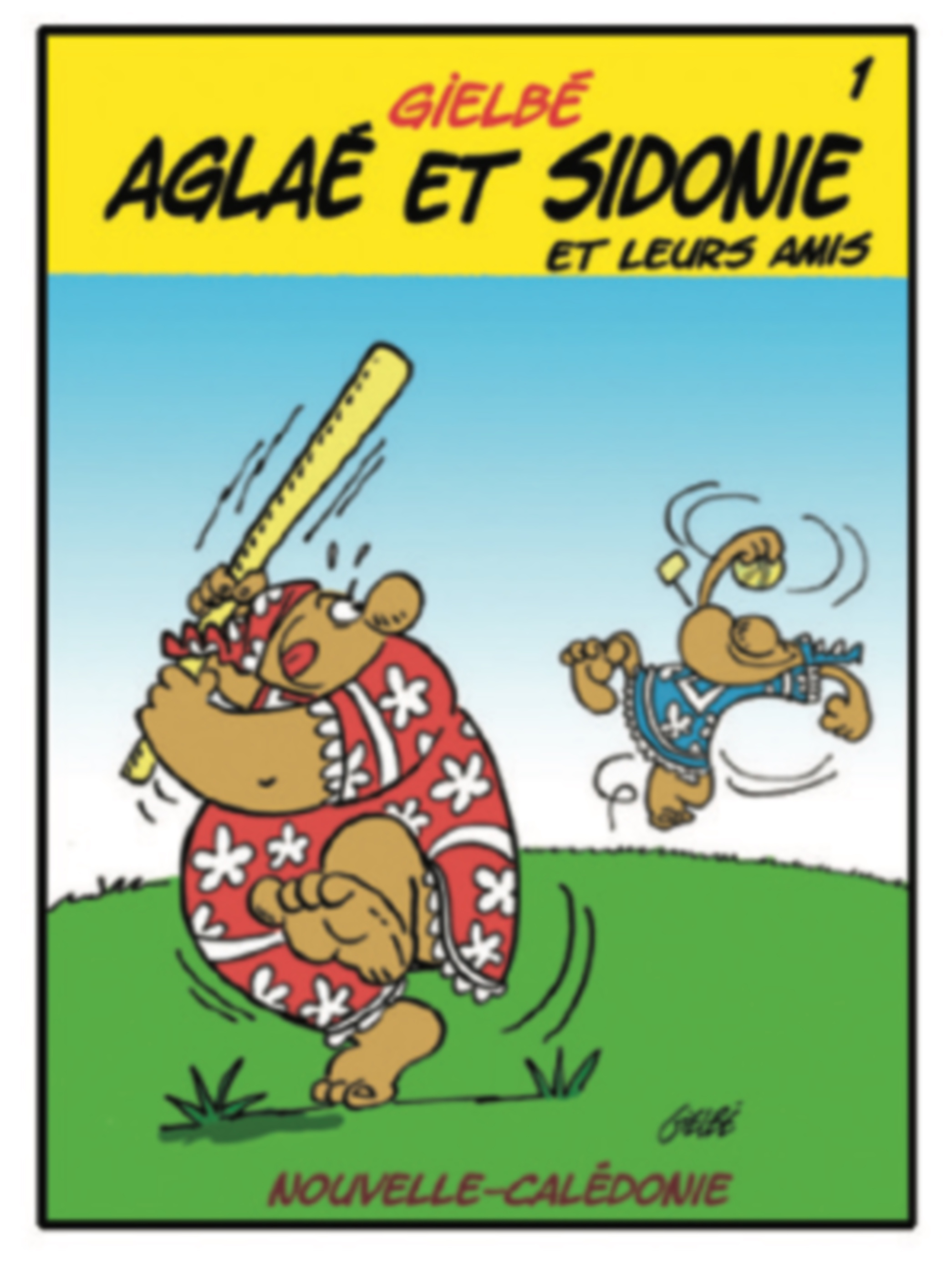
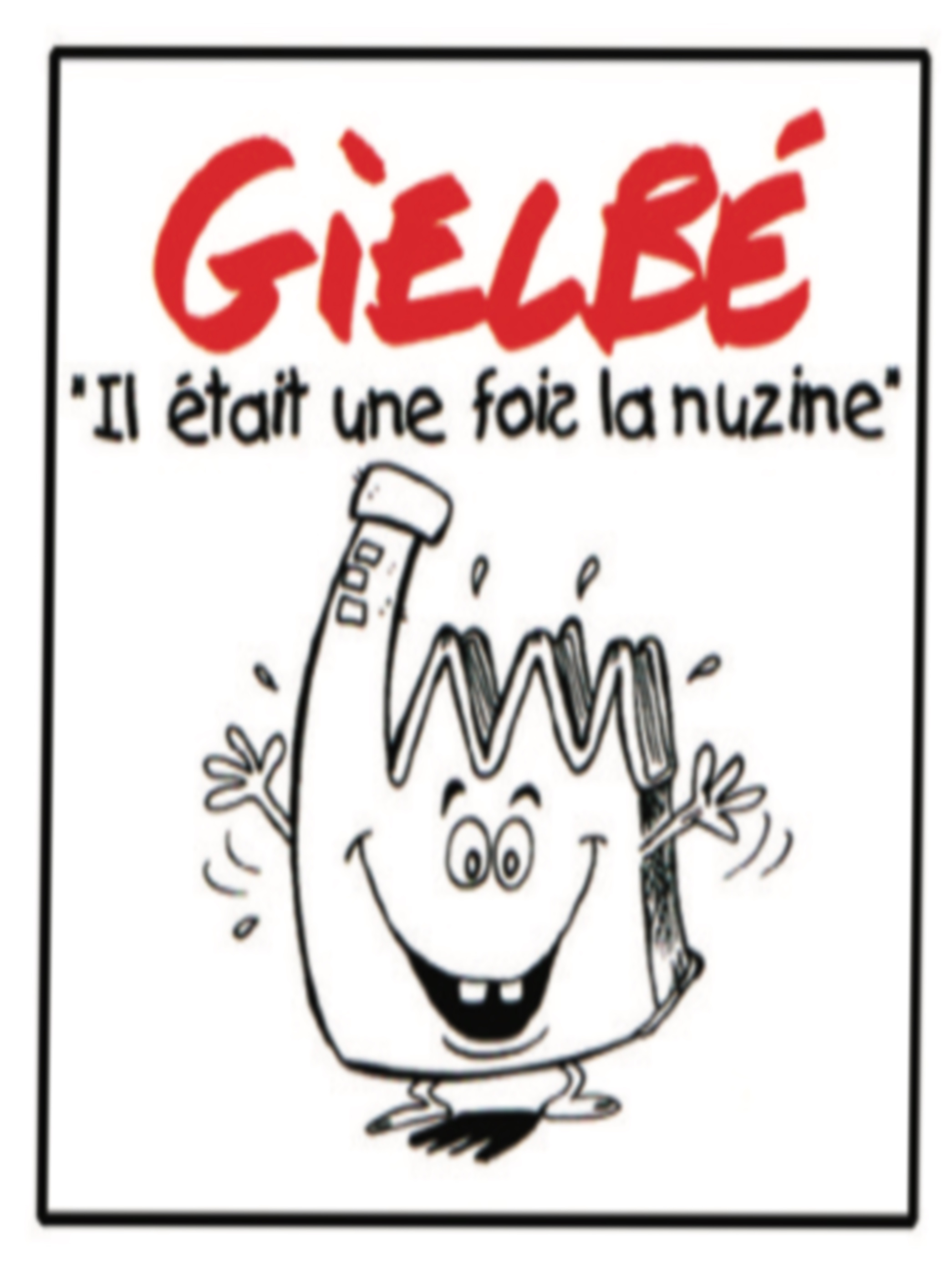